# Назаров, Пётр Фёдорович
Назаров Пётр Фёдорович (25 декабря 1921 — 19 апреля 1988) — советский художник, живописец, педагог, член Ленинградской организации Союза художников РСФСР).

## Биография
Родился 25 декабря 1921 года в селе Кочки (ныне Кочковского района Новосибирской области) в семье сапожника. В 1931 году после смерти матери семья переехала в Красноярск. Здесь в 1939 году Пётр Назаров окончил среднюю школу и устроился рабочим на лесозавод. Одновременно занимался на годичных курсах бухгалтеров госстраха. В мае 1940 по окончании курсов был направлен на работу в райфинотдел в село Берёзовку.
В ноябре 1940 был призван в Красную Армию. С июня 1941 по 1945 участвовал в Великой Отечественной войне рядовым в составе 5-й Армии на Юго-Западном, Западном, 3-м Белорусском фронтах. Участвовал в оборонительных боях под Ковелем и Луцком, в битве под Москвой, принимал участие в Ржевско-Вяземской наступательной операции, в ходе которой были освобождены города Гжатск и Вязьма, в сентябре 1943 Смоленск. В 1943—1944 годах в составе 3-го Белорусского фронта участвовал в Оршанской, Витебской, Белорусской и Восточно-Прусской наступательных операциях, в ликвидации Земландской группировки немецких войск.
Демобилизовавшись в 1946 году, приехал в Ленинград и поступил в Ленинградское художественно-педагогическое училище, которое окончил в 1950 году. В том же году поступил на живописный факультет Ленинградского института живописи, скульптуры и архитектуры имени И. Е. Репина. Занимался у Петра Белоусова, Михаила Платунова, Валерия Пименова, Рудольфа Френца. В 1956 окончил институт по мастерской Рудольфа Френца с присвоением квалификации художника живописи, дипломная картина — «Ленин на открытии первой сельской электростанции в деревне Кашино. 1920 год».
После окончания института в 1956—1959 работал художником в различных учреждениях и организациях Ленинграда, а с 1959 года — в Комбинате живописно-оформительского искусства Ленинградского отделения Художественного фонда РСФСР. Одновременно с 1957 года участвовал в выставках. Писал портреты, жанровые и тематические картины, пейзажи, натюрморты. Для манеры художника характерно использование разнообразной фактуры письма, декоративность в построении колорита, обобщённый рисунок и искусное владение приёмами пленэрной живописи. Колорит работ насыщенный, живопись строится на отношениях тёплых и холодных тонов и светотеневых контрастах. В 1970 году П. Назаров был принят в члены Ленинградской организации Союза художников РСФСР, начал преподавать на кафедре общей живописи Ленинградского Высшего художественно-промышленного училища имени В. И. Мухиной.
Среди произведений, созданных Назаровым, картины «Зимка» (1960), «Зимний вечер» (1961), «Весна. Половодье» (1962), «Эвакуация на Ладоге. 1942 год» (1964), «Молодой рабочий» (1965), «Весна. Бугорки» (1972), «Псков», «Весна» (обе 1975), «Флоксы» (1979), «Окуни» (1980) и другие. Персональная выставка художника состоялась в Ленинграде в 1981 году.
Скончался 19 апреля 1988 года в Ленинграде на 67-м году жизни.
Произведения П. Ф. Назарова находятся в музеях и частных собраниях в России, Франции, Великобритании, США и других странах.

## Выставки
- 1960 — Выставка произведений ленинградских художников 1960 года в ЛОСХ (Ленинград)
- 1962 — Осенняя выставка произведений ленинградских художников 1962 года (Ленинград)
- 1964 — Зональная выставка «Ленинград» 1964 года (Ленинград)
- 1972 — По родной стране. Выставка ленинградских художников 1972 года (Ленинград)
- 1975 — Наш современник. Зональная выставка ленинградских художников 1975 года (Ленинград)
- 1984 — Подвигу Ленинграда посвящается. Выставка произведений ленинградских художников, посвящённая 40-летию полного освобождения Ленинграда от вражеской блокады (Ленинград)
- 1985 — 40 лет Великой победы. Выставка произведений художников — ветеранов Великой Отечественной войны (Ленинград)
- 1997 — Натюрморт в живописи 1950—1990 годов. Ленинградская школа (Санкт-Петербург)